# Miltiades Iatrou
Miltiades Iatrou (Grieks: Μιλτιάδης Ιατρού) was een Grieks wielrenner. Hij nam deel aan de Olympische Zomerspelen van 1896 in Athene.
Iatrou nam deel aan de wegwedstrijd van 87 kilometer en eindigde tussen de vierde en de zevende plaats. Zijn exacte positie is niet bekend.